# HCard

hCard  je mikroformat – skupek definiranih razredov HTML – za objavljanje kontaktnih podatkov o osebah, podjetjih in drugih organizacijah ter krajih v jezikih (X)HTML, Atom, RSS ali poljubnem formatu XML. To doseže s preslikavo lastnosti in vrednosti standarda vCard s HTML razredi in atributi rel. Omogoča orodjem za razčlenjevanje, da izluščijo te podatke in jih indeksirajo za iskanje, prikažejo ali naložijo v adresar.

## Zgled
Kontaktni podatki v zapisu HTML
```
<ul>

    
<li>
Janez
 
Novak
</li>

    
<li>
Jak
</li>

    
<li>
Zgledno
 
podjetje
</li>

    
<li>
604-555-1234
</li>

    
<li><a
 
href=
"http://example.com/"
>
http://example.com/
</a></li>

</ul>

```

V formatu hCard so zapisani tako:
```
<link
 
rel=
"profile"
 
href=
"http://microformats.org/profile/hcard"
>

...

</head>

...

<ul
 
class=
"vcard"
>

    
<li
 
class=
"fn"
>
Janez
 
Novak
</li>

    
<li
 
class=
"nickname"
>
Jak
</li>

    
<li
 
class=
"org"
>
Zgledno
 
podjetje
</li>

    
<li
 
class=
"tel"
>
604-555-1234
</li>

    
<li><a
 
class=
"url"
 
href=
"http://example.com/"
>
http://example.com/
</a></li>

</ul>

```

Lastnosti fn (ime), nickname (vzdevek), org (organizacija), tel (telefonska številka) in url (spletni naslov) so definirane z določenimi imeni razredov, koda pa je obdana s class="vcard", ki pove razčlenjevalniku, da ostali razredi tvorijo hCard in niso po naključju tako poimenovani. Če hCard opisuje organizacijo ali prizorišče, sta razreda fn in org na istem elementu, na primer <span class="fn org">Wikipedia</span>. Obstajajo tudi še drugi, neobvezni razredi.

## Drugi atributi
Med ostalimi pogostejšimi razredi hCard so:
- bday - rojstni dan osebe
- email
- honorific-prefix
- honorific-suffix
- label - za nerazdelane naslove
- logo
- note - prosto besedilo
- photo
- post-office-box - poštni predal